# تجمع جبل علي (العبر)

تعديل مصدري - تعديل

تجمع جبل علي هي إحدى قرى عزلة العبر بمديرية العبر التابعة لمحافظة حضرموت، بلغ تعداد سكانها 20 نسمة حسب تعداد اليمن لعام 2004.